# Antonio von Caraffa

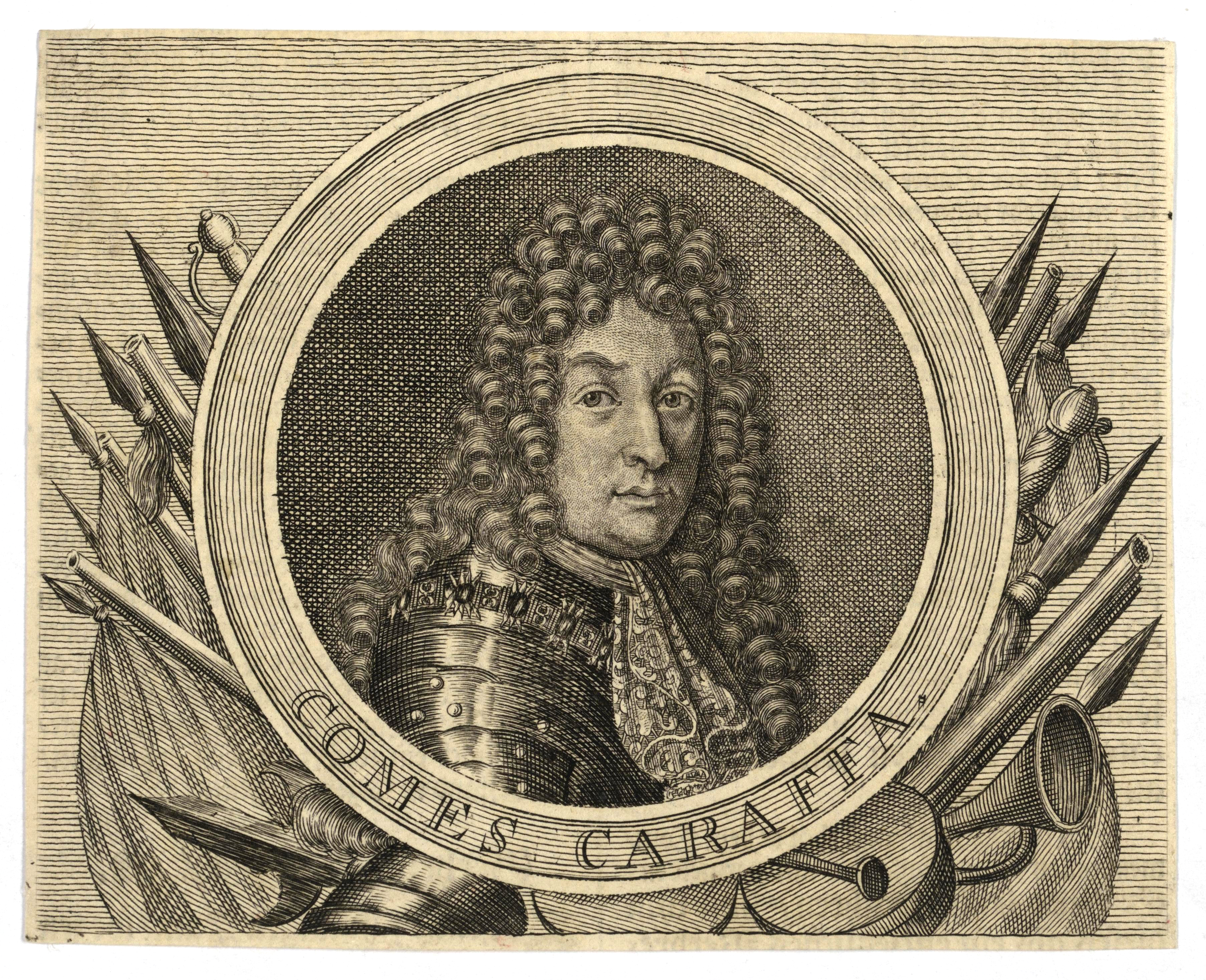
Antonio Carafa.

Antonio von Caraffa, född den 12 augusti 1642 i Torrepaduli i kungariket Neapel, död den 6 mars 1693 i Wien, var en tysk-romersk riksgreve och krigare i österrikisk tjänst.
von Caraffa nådde fältmarskalks grad  och var från 1685 befälhavare över de kejserliga trupperna i Ungern, där han 1687 presiderade i "blodsdomstolen i Eperjes", som skoningslöst bestraffade deltagarna i Thökölys uppror. Genom grymhet och utpressningar gjorde han sig allmänt hatad såväl i Ungern som i Siebenbürgen, där han 1688 blev överbefälhavare och genast anställde en skarp räfst med kejsarens fiender.